# Andrée Pascal
Pour les articles homonymes, voir Pascal.
Andrée Alice Georgette Pascal (née le 17 janvier 1892 à Paris 17e et morte le 7 décembre 1982 à Clichy) est une actrice de théâtre et de cinéma française.

## Théâtre
- 1907 : La belle au bois dormant de Jean Richepin et Henri Cain avec Sarah Bernhardt au Théâtre Sarah Bernhardt.
- 1910 : Vidocq, empereur des policiers, pièce en 5 actes d'Emile Bergerat au théâtre Sarah-Bernhardt.
- 1913 : La folle enchère de Lucien Besnard au Théâtre de la Renaissance
- 1914 : Le destin est maître, pièce de théâtre en deux actes de Paul Hervieu, représentée pour la première fois au Théâtre de la Porte-Saint-Martin le 9 avril 1914.
- 1916 :Sherlock Holmes, pièce de Pierre Decourcelle, reprise à l'Ambigu-Comique[2].
- 1916 : La Femme X... d'Alexandre Bisson à l'Ambigu-Comique[3].
- 1918 : Monsieur Bourdin, profiteur  de Yves Mirande et G. Montignac au Théâtre des Célestins.
- 1920 : Arsène Lupin, pièce en quatre actes de Francis de Croisset et Maurice Leblanc, reprise) au Théâtre de Paris[4].

## Filmographie partielle
- 1909 : Les Deux Orphelines d'Albert Capellani
- 1909 : La Tour de Nesle d'Albert Capellani
- 1911 : Au temps des grisettes de Georges Denola
- 1911 : Barbe grise de Georges Monca
- 1911 : L'Inespérée Conquête de Georges Monca
- 1911 : Le Courrier de Lyon ou L'Attaque de la malle-poste d'Albert Capellani
- 1911 : La Ruse de Miss Plumcake de Georges Denola
- 1911 : Cadoudal de Gérard Bourgeois
- 1911 : Le Louis d'or de Georges Monca
- 1912 : La Fille des chiffonniers de Georges Monca
- 1912 : La Dernière Aventure du prince Curaçao de Georges Denola
- 1912 : Les Étapes de l'amour de Maurice Le Forestier
- 1912 : Les Mystères de Paris d'Albert Capellani
- 1912 : Rigadin et la Tante à héritage de Georges Monca
- 1912 : La Porteuse de pain de Georges Denola
- 1913 : Rigadin père nourricier de Georges Monca
- 1913 : Rigadin au téléphone de Georges Monca
- 1913 : Le Ruisseau de Georges Denola
- 1913 : Le Rêve interdit d'Albert Capellani
- 1913 : Roger la Honte d'Adrien Caillard
- 1913 : La Closerie des genêts d'Adrien Caillard
- 1913 : Rigadin fait un riche mariage de Georges Monca
- 1913 : Le Mariage de l'amour de Maurice Le Forestier
- 1914 : Les Exploits de Rocambole de Georges Denola
- 1914 : La Jeunesse de Rocambole de Georges Denola
- 1914 : La Femme à papa  de Georges Monca
- 1914 : Rocambole et l'Héritage du marquis de Morfontaine de Georges Denola
- 1917 : La Coupe d'amertume de Maurice Fleury
- 1921 : Fromont jeune et Risler de Henry Krauss
- 1922 : L'Empereur des pauvres de René Leprince

## Source
: document utilisé comme source pour la rédaction de cet article.
- Comoedia
- Le Ménestrel, Paris, 1833-1940 (lire en ligne), lire en ligne sur Gallica